# العلاقات التشادية القرغيزستانية
العلاقات التشادية القيرغيزستانية هي العلاقات الثنائية التي تجمع بين تشاد وقيرغيزستان.

## مقارنة بين البلدين
هذه مقارنة عامة ومرجعية للدولتين:
| وجه المقارنة                                              | تشاد                      | قيرغيزستان                      |
| --------------------------------------------------------- | ------------------------- | ------------------------------- |
| المساحة (كم2)                                             | 1.28 مليون                | 199.95 ألف                      |
| عدد السكان (نسمة)                                         | 15.23 مليون               | 6.20 مليون                      |
| الكثافة السكانية (ن./كم²)                                 | 11.9                      | 31.01                           |
| العاصمة                                                   | انجمينا                   | بيشكك                           |
| اللغة الرسمية                                             | لغة فرنسية، اللغة العربية | اللغة الروسية، اللغة القيرغيزية |
| العملة                                                    | فرنك وسط أفريقي           | سوم قيرغيزستاني                 |
| الناتج المحلي الإجمالي (بليون دولار)                      | 9.98 مليار                | 7.56 مليار                      |
| الناتج المحلي الإجمالي (تعادل القوة الشرائية) بليون دولار | 30.54 مليار               | 20.45 مليار                     |
| الناتج المحلي الإجمالي الاسمي للفرد دولار أمريكي          | 775                       | 1.10 ألف                        |
| الناتج المحلي الإجمالي للفرد دولار أمريكي                 | 2.18 ألف                  |                                 |
| مؤشر التنمية البشرية                                      | 0.392                     | 0.655                           |
| رمز المكالمات الدولي                                      | +235                      | +996                            |
| رمز الإنترنت                                              | .td                       | .kg                             |
| المنطقة الزمنية                                           | ت ع م+01:00               | ت ع م+06:00                     |

## منظمات دولية مشتركة
يشترك البلدان في عضوية مجموعة من المنظمات الدولية، منها:
| علم المنظمة | اسم المنظمة                        | تاريخ انضمام تشاد | تاريخ انضمام قيرغيزستان |
| ----------- | ---------------------------------- | ----------------- | ----------------------- |
|             | مؤسسة التنمية الدولية              | 7 نوفمبر 1963     | 24 سبتمبر 1992          |
|             | يونسكو                             | 19 ديسمبر 1960    | 2 يونيو 1992            |
|             | وكالة ضمان الاستثمار متعدد الأطراف | 11 يونيو 2002     | 21 سبتمبر 1993          |
|             | الأمم المتحدة                      | 20 سبتمبر 1960    | 2 مارس 1992             |
|             | الاتحاد البريدي العالمي            | ?                 | ?                       |
|             | البنك الدولي للإنشاء والتعمير      | 10 يوليو 1963     | 18 سبتمبر 1992          |
|             | منظمة التعاون الإسلامي             | ?                 | ?                       |
|             | منظمة حظر الأسلحة الكيميائية       | ?                 | ?                       |
|             | الاتحاد الدولي للاتصالات           | 25 نوفمبر 1960    | 20 يناير 1994           |
|             | مؤسسة التمويل الدولية              | 2 أبريل 1998      | 11 فبراير 1993          |
|             | منظمة التجارة العالمية             | ?                 | ?                       |
|             | منظمة الشرطة الجنائية الدولية      | ?                 | ?                       |

## وصلات خارجية
- موقع وزارة الخارجية القيرغيزستانية